# Delice
Delice (prononcé [dɛ.li.'d͡ʒɛ]) est une ville et un district de la province de Kırıkkale dans la région de l'Anatolie centrale en Turquie.